# Буданчевиця
45°59′ пн. ш. 17°09′ сх. д. / 45.98° пн. ш. 17.15° сх. д.
Буданчевиця (хорв. Budančevica) — населений пункт у Хорватії, у Копривницько-Крижевецькій жупанії у складі громади Клоштар-Подравський.

## Населення
Населення за даними перепису 2011 року становило 527 осіб.
Динаміка чисельності населення поселення: